# هارولد دورمان
هارولد دورمان (بالإنجليزية: Harold Dorman)‏ هو موسيقي ومغني وكاتب أغاني أمريكي، ولد في 23 ديسمبر 1926، وتوفي في 8 أكتوبر 1988.

## وصلات خارجية
- هارولد دورمان على موقع ميوزك برينز (الإنجليزية)
- هارولد دورمان على موقع أول ميوزيك (الإنجليزية)
- هارولد دورمان على موقع ديسكوغز (الإنجليزية)